# 朝日放送テレビ制作日曜朝8時30分枠のアニメ
本項目では、1984年10月よりテレビ朝日系列（ANN）で毎週日曜8時30分 - 9時00分（JST）に設けられている、朝日放送テレビ（ABCテレビ）・ABCアニメーション（2016年7月以降参加）・ADKエモーションズ・東映アニメーション制作のテレビアニメ放送枠に関して解説する。
以下、本文中の放送時間はすべて日本標準時（JST）。また特記のない限り、放送時間・放送期間は朝日放送テレビ（制作局、近畿広域圏）でのそれに準拠するものとする。

## 歴史
1984年10月に、土曜19時台前半に放送されていた『とんがり帽子のメモル』が本時間帯へ移動したのに伴い、アニメ枠として成立。以降2024年現在まで40年にわたり、一貫して東映アニメーションのレギュラー枠となっており、東映アニメ枠としては放送最長記録を更新中である。
1985年には本枠初となる漫画を原作とした作品『はーいステップジュン』が、翌1986年には動物が主人公のホームストーリー『メイプルタウン物語』、翌1987年には続編の『新メイプルタウン物語 パームタウン編』が放映されるなど、本枠が成立した当初は3歳児 - 小学校低学年を中心とした女児向けアニメ路線が敷かれていた。
1987年10月、当時放送中であった『新メイプルタウン物語 パームタウン編』に抱き合わせる形で、ロッテの男児向けキャラクターシール付きチョコ菓子を原案とした『ビックリマン』が放映され、翌1988年1月からは『ビックリマン』が一本立ちした。本枠での『ビックリマン』シリーズの放送は、その後も合間に『まじかる☆タルるートくん』（1990年 - 1992年）を挟んで、『スーパービックリマン』まで続いた。男児向けアニメ路線は1993年放送の『GS美神』まで続いたが、その後番組として1994年3月にスタートした『ママレード・ボーイ』からは少女漫画を原作とした少女向けアニメとなり、当時の『りぼん』連載作品の中でも読者の年齢層が比較的高い同作品を起用したことで、小中学生の女子を中心に高校生・大学生・成年女性も視野に入れたドラマ的な作品となった。関連商品の販促の都合上、幼児・小学校低学年の女児も対象年齢に含めながらも年齢層を上げることにより、同じ東映動画（当時）とテレビ朝日が制作した『美少女戦士セーラームーン』、それに同じ『りぼん』連載でテレビ東京と本枠のアニメの広告代理店である旭通信社（当時）子会社のNASが制作した『赤ずきんチャチャ』や『こどものおもちゃ』など他作品との差別化を図った。後番組の『ご近所物語』、『花より男子』も同じ路線を採り、少女漫画を原作とした作品が続いた。
1997年9月には児童向け小説を原作とした『夢のクレヨン王国』がスタートし、現在まで続く幼児・小学校低学年を中心とした女児向けアニメ路線に回帰。作風や対象となる視聴者も三たび大きく入れ替わった。出版権も講談社へ戻り、掲載誌も『なかよし』へ変更されて現在に至っている。
1999年2月からは魔法少女ものである『おジャ魔女どれみ』が放送され、シリーズ化や映画化など爆発的な人気を得て『おジャ魔女どれみドッカ〜ン!』まで4年間シリーズが続いた。また同番組以降『スター☆トゥインクルプリキュア』までの21作連続で、番組放送期間が2月第1週 - 翌年1月最終週の1年間の体制が続いた。2003年2月からは『夢のクレヨン王国』と同じような紀行ヒューマン物の『明日のナージャ』が1年間放送されたが、商業面で著しい不振に陥った。
2004年2月から本枠に携わる制作陣を大幅に刷新し、『ふたりはプリキュア』に端を発するヒロイン系ファンタジーアクション『プリキュアシリーズ』がスタート。『おジャ魔女どれみ』シリーズとは異なり、同シリーズは直後の時間帯にて放送されている男児向け特撮テレビドラマ『スーパー戦隊シリーズ』や『仮面ライダーシリーズ』と同じく、一部の例外を除いて1年ごとに全てのキャラクターや設定が変更されるスタイルを採っており、2024年現在も継続中である。また同シリーズの継続に伴い、本枠におけるシリーズ作品の最長記録（『Yes!プリキュア5GoGo!』（2008年、『プリキュアシリーズ』5作目）にて更新）や東映アニメーション制作の女児向けアニメ作品の最長記録（『フレッシュプリキュア!』（2009年、同6作目にて更新）、さらには女児向けアニメ作品というジャンルそのものにおける最長記録（『ドキドキ!プリキュア』〈2013年、同10作目〉にて更新）と、年数を重ねるごとに本枠に留まらず様々な記録を更新しつつある。

## 備考・特別番組編成時の対応
- 前述のとおり、本枠のアニメーション制作は全て東映アニメーション（東映動画）が担当しており、テレビ朝日系列の全国ネットのアニメでは唯一の東映アニメーションのレギュラー枠となっている[注釈 13][注釈 14][注釈 15]。また、1996年10月から2020年9月までは朝日放送テレビ（朝日放送）制作による唯一の全国ネットアニメ枠でもあった[注釈 16]。
- 毎年11月第1週は『全日本大学駅伝』中継（テレビ朝日・メ〜テレ共同制作）、年末もしくは年始は特別編成[注釈 17]で放送休止となる他、時差が大きい海外でオリンピックやFIFAワールドカップが開催される際にも、中継やハイライト番組のため放送休止となる場合がある。その他のケースとして、2019年まで毎年6月第3週は『全米オープンゴルフ』[注釈 18]、1996年と1997年は『27時間チャレンジテレビ』、2025年は『ACN EXPO EKIDEN 2025』が中継・放送された際にも同様の措置が取られた。
- 制作局の朝日放送テレビでは、毎年8月に全国高等学校野球選手権大会を全試合中継しており、本時間帯に野球中継が行われる場合は制作局（関西地区）のみ臨時枠移動となり、制作局を除くテレビ朝日をはじめとする同系列フルネット23局へは朝日放送テレビからの裏送りで本来の放送日時に先行ネットする[注釈 19]。制作局で翌週以降の通常の時間帯に臨時枠移動した後、8月末の平日10時台または11時台[注釈 20]にさらに臨時枠移動して放送する。また、2019年の『スター☆トゥインクルプリキュア』以降、TVerでの配信は上記の先行ネット局での放送後に配信が実施される（2007年の『Yes!プリキュア5』と2020年の『ヒーリングっど♥プリキュア』を除く[注釈 21]）。
- 系列局が高校野球の地方大会を中継する場合にも、同日午後または後日への遅れネットが発生することがある。
- 広島ホームテレビでは、8月6日が日曜日に該当する場合、広島平和記念式典の中継番組を放送するため、中継を8時30分まで放送して本枠の番組を通常通りの放送とする年度（2017年の『キラキラ☆プリキュアアラモード』が該当）と、9時まで放送して本枠の番組を同日または後日の遅れネットとする年度（翌日17時から放送した1995年の『ママレード・ボーイ』と、同日10時から1時間30分遅れで放送した2023年の『ひろがるスカイ!プリキュア』が該当[9][10]）とがある。地上デジタル化後の遅れネット時は字幕放送は実施する一方、連動データ放送は実施しない[注釈 22]。
- 2011年4月以降、テレビ朝日系列のアニメで唯一の女児向けアニメ枠[注釈 23]となっている。また同じく日曜日に放送される少女・女児向けアニメは、『ちびまる子ちゃん』（18時 - 18時30分、フジテレビ系列）とともに長続きしている[注釈 24]。2023年度に限り、『ちびまる子ちゃん』を除けば地上波のテレビ局全体でも唯一の女児向けアニメ枠となっていた[注釈 25]。

## 作品
データは2024年1月現在、視聴率はビデオリサーチ調べ、関東地区・世帯・リアルタイム。
| #        | 作品名                              | 放送期間 上が放送開始日 下が放送終了日 | 話数     | 通算回数   | 備考 |
| 1980年代 | 1980年代                            | 1980年代                               | 1980年代 | 1980年代   | 1980年代 |
| -------- | ----------------------------------- | -------------------------------------- | -------- | ---------- | --- |
| 1        | とんがり帽子のメモル （第29話以降） | 1984年10月7日1985年3月3日              | 22話     | （全50話） | 本枠におけるアニメ作品第1作。 番組自体は1984年3月3日から毎週土曜19:00 - 19:30にて放送を開始。 本枠での放送は第29話から第50話までの22話分である。 |
| 2        | はーいステップジュン                | 1985年3月10日1986年1月12日             | 全45話   | 67回       | 本枠初の原作付き作品にして、初の少年漫画原作アニメ。 本枠での放送にあたっては女児向けアニメとして展開。 |
| 3        | メイプルタウン物語                  | 1986年1月19日1987年1月11日             | 全52話   | 119回      | 同番組よりメイプルタウン物語シリーズ。 |
| 4        | 新メイプルタウン物語 パームタウン編 | 1987年1月18日1987年12月27日            | 全50話   | 163回      | メイプルタウン物語の続編で、同番組まで女児向け作品。 1987年10月11日放送分（第39話）以降は『新メイプルタウン物語とビックリマン』の前半15分。 |
| 5        | ビックリマン                        | 1987年10月11日1989年4月2日             | 全75話   | 232回      | 同番組よりビックリマンシリーズ、および男児向け作品。 1987年12月27日放送分（第12話）までは『新メイプルタウン物語とビックリマン』の後半15分で、1988年1月10日放送分（第13話）から単独30分番組に移行。 1988年12月28日放送分（第63話『ヤマト爆神!誕生』）のみゴールデン帯（19:30 - 20:00）での放送。                                            |
| 6        | 新ビックリマン                      | 1989年4月9日1990年8月26日              | 全72話   | 304回      | |
| 1990年代 |                                     |                                        |          |            | |
| 7        | まじかる☆タルるートくん             | 1990年9月2日1992年5月10日              | 全87話   | 391回      | 唯一の『週刊少年ジャンプ』連載作品。 1990年10月7日放送分に記録した最高視聴率20.9%。平均視聴率15.9%は本枠史上最高。 放送話数87話も単発作品としては本枠最多。 |
| 8        | スーパービックリマン                | 1992年5月17日1993年4月4日              | 全44話   | 435回      | 本枠におけるビックリマンシリーズ最終作。 放送話数44話は本枠最短。 |
| 9        | GS美神                              | 1993年4月11日1994年3月6日              | 全45話   | 480回      | 唯一の『週刊少年サンデー』連載作品。2025年時点で本枠で放送された最後の男児向け作品。 |
| 10       | ママレード・ボーイ                  | 1994年3月13日1995年9月3日              | 全76話   | 556回      | 同番組以降は女児向け作品が中心となる。 1994年7月24日放送分（第20話『怪しい二人 「遊と三輪さんがカップルゥ？!」』）で、本枠通算500回を達成。 1994年10月2日放送分（第30話『ライバル 「ゆー、大好きよ」』）にて、本枠の成立から10年を迎えた。                                                                                                 |
| 11       | ご近所物語                          | 1995年9月10日1996年9月1日              | 全50話   | 606回      | |
| 12       | 花より男子                          | 1996年9月8日1997年8月31日              | 全51話   | 657回      | |
| 13       | 夢のクレヨン王国                    | 1997年9月7日1999年1月31日              | 全70話   | 727回      | 同番組より、従来のセル画制作によるモノラル放送からデジタル制作によるステレオ放送に移行。 現時点で本枠で放送された最後の1年以上放送の原作付き単一作品。 1999年1月3日放送分（第66話『17月の旅I』）より、旭通信社が第一企画と合併して発足したアサツー ディ・ケイが制作に参加。                                                                |
| 14       | おジャ魔女どれみ                    | 1999年2月7日2000年1月30日              | 全51話   | 778回      | 同番組よりおジャ魔女どれみシリーズ、東堂いづみ原作のアニメ枠に移行。 同番組より放送期間が一部例外を除き2月第1週開始、翌年1月最終週終了の1年間の放送で固定される。 1999年5月16日放送分（第15話『マジョリカ幼稚園に行く』）より、東映側の制作表記が「制作・東映アニメーション、制作協力・東映」に切り替わる。                                |
| 2000年代 |                                     |                                        |          |            | |
| 15       | おジャ魔女どれみ#                   | 2000年2月6日2001年1月28日              | 全49話   | 827回      | |
| 16       | も〜っと!おジャ魔女どれみ           | 2001年2月4日2002年1月27日              | 全50話   | 877回      | |
| 17       | おジャ魔女どれみドッカ〜ン!         | 2002年2月3日2003年1月26日              | 全51話   | 928回      | 本枠におけるおジャ魔女どれみシリーズ最終作。 2002年11月10日放送分（第40話『どれみと魔女をやめた魔女』）より、制作のアサツー ディ・ケイの表記が「ASATSU-DK」から「ADK」に変更。 |
| 18       | 明日のナージャ                      | 2003年2月2日2004年1月25日              | 全50話   | 978回      | 2025年時点で本枠で放送された最後の単発作品。 |
| 19       | ふたりはプリキュア                  | 2004年2月1日2005年1月30日              | 全49話   | 1027回     | 同番組よりプリキュアシリーズ。 2004年7月4日放送分（第22話『ウッソー! 忠太郎ママになる!?』）にて、本枠通算1000回を達成。 2004年10月3日放送分（第34話『なぎさぶっちぎり! 炎のガチンコリレー』）にて、本枠の成立から20年を迎えた。 |
| 20       | ふたりはプリキュア Max Heart        | 2005年2月6日2006年1月29日              | 全47話   | 1074回     | |
| 21       | ふたりはプリキュア Splash Star      | 2006年2月5日 2007年1月28日             | 全49話   | 1123回     | |
| 22       | Yes!プリキュア5                     | 2007年2月4日2008年1月27日              | 全49話   | 1172回     | 同番組よりハイビジョン制作に移行。 同番組の放送期間中である2007年3月より、ニチアサキッズタイム第4枠として位置付けられる。 2008年1月13日放送分（第47話『ドリームコレットを取り戻せ!』）から制作のABCのロゴマークが現行の4代目ロゴへ変更される。                                                                                             |
| 23       | Yes!プリキュア5GoGo!                | 2008年2月3日2009年1月25日              | 全48話   | 1220回     | |
| 24       | フレッシュプリキュア!               | 2009年2月1日2010年1月31日              | 全50話   | 1270回     | |
| 2010年代 |                                     |                                        |          |            | |
| 25       | ハートキャッチプリキュア!           | 2010年2月7日2011年1月30日              | 全49話   | 1319回     | 同番組より、番組連動データ放送を開始。 |
| 26       | スイートプリキュア♪                 | 2011年2月6日2012年1月29日              | 全48話   | 1367回     | |
| 27       | スマイルプリキュア!                 | 2012年2月5日2013年1月27日              | 全48話   | 1415回     | |
| 28       | ドキドキ!プリキュア                 | 2013年2月3日2014年1月26日              | 全49話   | 1464回     | |
| 29       | ハピネスチャージプリキュア!         | 2014年2月2日2015年1月25日              | 全49話   | 1513回     | 2014年6月1日放送分（第18話『みんなで幸せ全力応援！ぴかりが丘の結婚式!!』）より制作のADKの表記が現行ロゴに変更。 2014年10月5日放送分（第35話『みんなでおいしく！ゆうこのハピネスデリバリー！』）にて、本枠の成立から30年を迎えた。 2014年10月12日放送分（第36話『愛がいっぱい！めぐみのイノセントバースデー！』）で、本枠通算1500回を達成。 |
| 30       | Go!プリンセスプリキュア             | 2015年2月1日2016年1月31日              | 全50話   | 1563回     | |
| 31       | 魔法つかいプリキュア!               | 2016年2月7日2017年1月29日              | 全50話   | 1613回     | 2016年7月3日放送分（第22話『芽生える新たな伝説！キュアフェリーチェ誕生！』）から、ABCアニメーションが制作に参加。 続編『魔法つかいプリキュア!!〜MIRAI DAYS〜』は『ANiMAZiNG!!!』枠で放送。 |
| 32       | キラキラ☆プリキュアアラモード       | 2017年2月5日2018年1月28日              | 全49話   | 1662回     | |
| 33       | HUGっと!プリキュア                  | 2018年2月4日2019年1月27日              | 全49話   | 1711回     | 2018年4月1日放送分（第9話『丘をこえ行こうよ！レッツ・ラ・ハイキング！』）から、制作局が朝日放送テレビへ変更。 2019年1月から、ADKグループの持株会社体制化に伴って発足したADKエモーションズが制作に参加（制作表記は現行ADKロゴのまま）。 |
| 34       | スター☆トゥインクルプリキュア       | 2019年2月3日2020年1月26日              | 全49話   | 1760回     | 同番組より、放送終了直後の日曜9:00にTVerでの無料見逃し配信を開始。 |
| 2020年代 |                                     |                                        |          |            | |
| 35       | ヒーリングっど♥プリキュア           | 2020年2月2日2021年2月21日              | 全45話   | 1814回     | 新型コロナウイルスの感染拡大に伴い、2020年4月末から9週間にわたって新作の放送を中断。 また前年までと比べて総話数も短縮されたほか、番組終了時期も2月後半へ変更されるなど、様々な面で番組制作へ影響が及んだ。 |
| 36       | トロピカル〜ジュ!プリキュア         | 2021年2月28日2022年1月30日             | 全46話   | 1860回     | 上記の事情から、放送開始時期も前年までとは異なり2月最終週へと移行。 |
| 37       | デリシャスパーティ♡プリキュア       | 2022年2月6日2023年1月29日              | 全45話   | 1910回     | 放送サイクルが3年ぶりに2月第1週開始、翌年1月最終週終了に復帰。 同番組より、毎週水曜更新で各種定額動画配信サービスによる見放題見逃し配信を開始。 東映アニメーションに対する不正アクセス被害の発生に伴い、2022年3月中旬より5週間にわたって新作の放送を中断。                                                                                 |
| 38       | ひろがるスカイ!プリキュア           | 2023年2月5日2024年1月28日              | 全50話   | 1960回     | 4年ぶりに中断・話数短縮のない形で通年放送が行われた。 |
| 39       | わんだふるぷりきゅあ!               | 2024年2月4日2025年1月26日              | 全50話   | 2010回     | 2024年10月6日放送分（第36話『特別なワンダフル』）にて、本枠の成立から40年を迎えた。 2024年11月10日放送分（第40話『ワンニャン大事件』）で、本枠通算2000回を達成。 |
| 40       | キミとアイドルプリキュア♪           | 2025年2月2日                           |          |            | |

## 放送・配信

### 現在のネット局
- ネット局ではCMを除き連動データ放送による時刻表示[注釈 37]を行っているが、遅れネット局（2024年現在、地上波では通常時は山陰放送[注釈 38]のみだが、ローカル編成により臨時枠移動した局では、2023年は8月6日の広島ホームテレビが、2024年は7月21日の熊本朝日放送が該当した[注釈 39]）、衛星波での再放送、データ放送非対応の受像機・チューナーでの視聴、大半のレコーダーでの録画視聴[注釈 40]、ワンセグでは行っていない[注釈 41][11]。また、九州朝日放送では、大雨・台風・地震などの自然災害時にデータ放送を防災速報優先の運用として、番組連動データ放送を休止することがあるため[注釈 42]、この場合も時刻が表示されない。
- 放送時間は2025年2月現在。字幕放送・連動データ放送はANNフルネット局のみ実施。
  - 連動データ放送での時刻表示が行われる以前は、制作局の朝日放送テレビほか一部系列局で時刻表示のテロップ（広島ホームテレビ、東日本放送など）や、天気ループ（愛媛朝日テレビなど）を通常のシステムで表示した事例もあった。この場合はCM中でも時刻が表示された。

| 放送時間 | 放送局                                                                                 | ネット状況 | 対象地域       | 備考    |
| --- | -------------------------------------------------------------------------------------- | ---------- | -------------- | ------- |
| 日曜 8:30 - 9:00 | 朝日放送テレビ（制作局・ABC TV）をはじめとする テレビ朝日系列（ANN）フルネット局全24局 | 同時ネット | 日本国内       |         |
| 日曜 6:15 - 6:45 | 山陰放送（BSS）                                                                        | 遅れネット | 鳥取県・島根県 | TBS系列 |
| テレビ朝日系列局でも、クロスネット局の福井放送（NNN・NNS系列（日本テレビ系列）メイン）およびテレビ宮崎（FNN・FNS系列（フジテレビ系列）メイン、日本テレビ系列サブ〈NNNのみ〉）では2024年2月現在未ネット。 |                                                                                        |            |                |         |

| 配信期間        | 配信時間       | 配信サイト | 備考 |
| --------------- | -------------- | --- | --- |
| 2019年2月3日 -  | 日曜 9:00 更新 | TVer | 『スター☆トゥインクルプリキュア』以降より実施 翌日曜 8:30 までの1週間限定無料配信                                                  |
| 2022年2月9日 -  | 水曜 0:00 更新 | ABEMA アニメ放題 Amazonプライム・ビデオ バンダイチャンネル dアニメストア DMM TV FOD Hulu J:COMオンデマンド みるプラス Paravi TELASA U-NEXT 他 | 『デリシャスパーティ♡プリキュア』以降より実施 見放題配信 作品によって対応サービスの増減があるため、各作品の記事を参照。            |
| 2024年8月11日 - | 日曜 9:00 配信 | ABEMA（ABEMAアニメチャンネル） | 『わんだふるぷりきゅあ!』より実施 地上波で前週放送したエピソードを無料配信 2025年2月16日までは期間限定のプリキュアチャンネルで配信 |

### 過去のネット局
- 太字は同時ネット。系列は放送当時のもの。
- 同時ネットしていた日本テレビ系列局（テレビ朝日系列とのクロスネット局を含む）では、年度により『24時間テレビ 愛は地球を救う』の放送日も後日振り替えとせず、途中で中断して同時ネットしたことがあった[注釈 48]。

| 放送地域       | 放送局                    | 系列                                         | 備考        |
| -------------- | ------------------------- | -------------------------------------------- | ----------- |
| 青森県         | 青森放送（RAB）           | 日本テレビ系列 テレビ朝日系列                | [ 注釈 49 ] |
| 岩手県         | テレビ岩手（TVI）         | 日本テレビ系列                               | [ 注釈 51 ] |
| 秋田県         | 秋田テレビ（AKT）         | フジテレビ系列                               | [ 注釈 53 ] |
| 長野県         | 信越放送（SBC）           | TBS系列                                      | [ 注釈 54 ] |
| 長野県         | テレビ信州（TSB）         | 日本テレビ系列 テレビ朝日系列                | [ 注釈 55 ] |
| 山梨県         | 山梨放送（YBS）           | 日本テレビ系列                               | [ 注釈 56 ] |
| 山梨県         | テレビ山梨（UTY）         | TBS系列                                      | [ 注釈 57 ] |
| 富山県         | 北日本放送（KNB）         | 日本テレビ系列                               | [ 注釈 58 ] |
| 富山県         | 富山テレビ（BBT）         | フジテレビ系列                               | [ 注釈 58 ] |
| 富山県         | チューリップテレビ（TUT） | TBS系列                                      | [ 注釈 58 ] |
| 石川県         | 石川テレビ（ITC）         | フジテレビ系列                               | [ 注釈 59 ] |
| 福井県         | 福井放送（FBC）           | 日本テレビ系列                               | [ 注釈 61 ] |
| 福井県         | 福井テレビ（FTB）         | フジテレビ系列                               | [ 注釈 62 ] |
| 鳥取県・島根県 | 日本海テレビ（NKT）       | 日本テレビ系列                               | [ 注釈 63 ] |
| 山口県         | 山口放送（KRY）           | 日本テレビ系列 テレビ朝日系列                | [ 注釈 64 ] |
| 徳島県         | 四国放送（JRT）           | 日本テレビ系列                               | [ 注釈 65 ] |
| 愛媛県         | 南海放送（RNB）           | 日本テレビ系列                               | [ 注釈 66 ] |
| 愛媛県         | テレビ愛媛（EBC）         | フジテレビ系列                               | [ 注釈 66 ] |
| 高知県         | 高知放送（RKC）           | 日本テレビ系列                               | [ 注釈 67 ] |
| 高知県         | テレビ高知（KUTV）        | TBS系列                                      | [ 注釈 67 ] |
| 長崎県         | 長崎放送（NBC）           | TBS系列                                      | [ 注釈 68 ] |
| 熊本県         | テレビ熊本（TKU）         | フジテレビ系列 テレビ朝日系列                | [ 注釈 69 ] |
| 大分県         | テレビ大分（TOS）         | フジテレビ系列 日本テレビ系列 テレビ朝日系列 | [ 注釈 70 ] |
| 宮崎県         | テレビ宮崎（UMK）         | フジテレビ系列 日本テレビ系列 テレビ朝日系列 | [ 注釈 71 ] |
| 宮崎県         | 宮崎放送（MRT）           | TBS系列                                      | [ 注釈 72 ] |
| 沖縄県         | 琉球放送（RBC）           | TBS系列                                      | [ 注釈 73 ] |
| 沖縄県         | 沖縄テレビ（OTV）         | フジテレビ系列                               | [ 注釈 74 ] |

### 制作企業
- 東映アニメーション
- 東映 - 一部の作品を除き制作協力として参加。

### 番組スポンサー
一部の番組スポンサー各社は本枠で放送された番組の関連商品も発売している。
- バンダイ - 本枠全ての番組の玩具・キャラクター衣料商品を発売し、『ビックリマン』シリーズを除き筆頭スポンサーである。本枠に関連した商品を製造・発売をしているバンダイグループが発表した売り上げは以下の通り。

| 放送年 | 作品名称                       | 主人公数 | 年度別売上高（円） | 年度別売上高（円） |
| ------ | ------------------------------ | -------- | ------------------ | ------------------ |
| 1997   | 夢のクレヨン王国               | 1人      | -                  | -                  |
| 1999   | おジャ魔女どれみ               | 3人      | 049億              |                    |
| 2000   | おジャ魔女どれみ♯              | 4人      | 076億              |                    |
| 2001   | も〜っと!おジャ魔女どれみ      | 5人      | 065億              |                    |
| 2002   | おジャ魔女どれみドッカ〜ン!    | 6人      | 040億              |                    |
| 2003   | 明日のナージャ                 | 1人      | 031億              |                    |
| 2004   | ふたりはプリキュア             | 2人      | 101億              |                    |
| 2005   | ふたりはプリキュア Max Heart   | 3人      | 123億              |                    |
| 2006   | ふたりはプリキュア Splash Star | 2人      | 060億              |                    |
| 2007   | Yes!プリキュア5                | 5人      | 105億              |                    |
| 2008   | Yes!プリキュア5GoGo!           | 6人      | 105億              |                    |
| 2009   | フレッシュプリキュア!          | 4人      | 119億              |                    |
| 2010   | ハートキャッチプリキュア!      | 4人      | 125億              |                    |
| 2011   | スイートプリキュア♪            | 4人      | 107億              |                    |
| 2012   | スマイルプリキュア!            | 5人      | 106億              |                    |
| 2013   | ドキドキ!プリキュア            | 5人      | 098億              |                    |
| 2014   | ハピネスチャージプリキュア!    | 4人      | 065億              |                    |
| 2015   | Go!プリンセスプリキュア        | 4人      | 066億              |                    |
| 2016   | 魔法つかいプリキュア!          | 3人      | 075億              |                    |
| 2017   | キラキラ☆プリキュアアラモード  | 6人      | 081億              |                    |
| 2018   | HUGっと!プリキュア             | 5人      | 101億              |                    |
| 2019   | スター☆トゥインクルプリキュア  | 5人      | 83億               |                    |
| 2020   | ヒーリングっど♥プリキュア      | 4人      | 66億               |                    |
| 2021   | トロピカル〜ジュ!プリキュア    | 5人      | 57億               |                    |
| 2022   | デリシャスパーティ♡プリキュア  | 4人      | 56億               |                    |
| 2023   | ひろがるスカイ!プリキュア      | 5人      | 64億               |                    |
| 2024   | わんだふるぷりきゅあ!          | 4人      | 78億               |                    |

- サンスター文具 - 本枠の番組の文具商品を発売、バンダイナムコグループ傘下。旧・セイカ。
- アキレス - 『おジャ魔女どれみ』以降、本枠の番組のキャラクター靴を発売、『夢のクレヨン王国』はアサヒコーポレーションから発売されていた。
- 講談社 - 『夢のクレヨン王国』以降、本枠全ての番組の絵本・漫画の出版権を持つ。挿絵は『たのしい幼稚園』『おともだち』、漫画は『なかよし』にそれぞれ連載している。
- 日本マクドナルド - 一部の作品を除き、本枠の作品に関わるハッピーセットを発売している。
- マーベラス（旧・マーベラスエンターテイメント、マーベラスAQL） - スポンサーは2014年7月1日以降『MARVELOUS!』名義で提供。『も〜っと!おジャ魔女どれみ』以降、本枠番組の音楽制作・DVDやCDの発売元であり、劇場版制作にも携わっている。発売元はそれまではCDは日本コロムビアやキングレコードなどが、DVD・VHSは東映ビデオなどが担当していた（東映ビデオは劇場版のレンタルDVDについてのみ発売を継続）。CDの販売元はバップ、ジェネオンエンタテインメント（現・NBCユニバーサル・エンターテイメントジャパン）を経て、2011年よりソニー・ミュージックソリューションズが担当している。DVDの販売元は『おジャ魔女どれみドッカ〜ン!』から『ハートキャッチプリキュア!』までと『Go!プリンセスプリキュア』から『ヒーリングっど♥プリキュア』はポニーキャニオンが、『スイートプリキュア♪』から『ハピネスチャージプリキュア!』まではTCエンタテインメント[注釈 76]が、『トロピカル〜ジュ！プリキュア』以降はハピネット・メディアマーケティングが、それぞれ担当している。
- コスモ石油 - 『ヒーリングっど♥プリキュア』までは不定期に番組内でスポットCMが放映されるパーティシペーション扱いであったが、『トロピカル〜ジュ!プリキュア』では正式なスポンサーとなり、提供クレジットも表示。
- フルタ製菓・コリス - 共に本枠作品のキャラクター菓子を発売（コリスは吸収合併した旧トップ製菓時代から）しており、放送時期を分ける形でCM出稿している。
- 任天堂 - 同社の子会社・ニンテンドーピクチャーズ（旧・ダイナモピクチャーズ）が『トロピカル〜ジュ!プリキュア』以降のエンディング映像の制作を担当。『デリシャスパーティ♡プリキュア』放送期間中の2022年10月よりスポンサーとなり、提供クレジットも表示。

### その他関連企業
- ADKエモーションズ - 枠設立当初から現在も制作に携わる広告代理店。枠設立当初は「旭通信社」で、1999年1月に第一企画と合併し「アサツー ディ・ケイ」となり、2019年1月より持株会社化に伴い新たに設立された子会社「ADKエモーションズ」に事業を継承）
- イオングループ・ローソン - 2012年の夏休み期間中と2013年新春に、イオングループ各社（イオン、ミニストップ、ワーナー・マイカル・シネマズ（当時、現イオンシネマ））とローソンが共同で、映画版のプリキュアシリーズとスーパー戦隊シリーズのセットでスタンプラリーキャンペーンを行った[注釈 77]。またイオンは本枠の番組準レギュラースポンサーを務めている。

### 過去に関連していた企業
- ロッテ - 『ビックリマン』シリーズの筆頭スポンサー。『ビックリマン』は元々ロッテが企画した菓子の商品名であった。その後は同業で競合他社の森永製菓がスポンサーを担当した時期もあった。
- 日本ケロッグ
- 西日本旅客鉄道（JR西日本） - 2001年に『おジャ魔女どれみ』シリーズのスタンプラリーを『ONE PIECE』（フジテレビ）との抱き合わせで実施した。但し、山陽新幹線のみ管轄している福岡支社[注釈 78]管内、普通列車の運転本数の少ない和歌山支社管内南紀エリア、福知山支社管内北近畿エリア、加えて『どれみ』同時ネット局の少ない米子支社[注釈 79]・金沢支社[注釈 80]管内が実施対象から外されていた。2002年以降は他社のキャラクター[注釈 81]で同種企画を開催していたが、2010年代以降は前述の地域に加えて岡山支社・広島支社管内も対象外として、事実上アーバンネットワークエリアのみ、また同エリアと山陽新幹線または北陸新幹線のどちらかの各駅となることが多くなり、2017年春季・夏季以降はこうした企画自体を行わなかった年度と、京阪神地区に限定して交通系ICカードと専用端末によるタッチラリー形式[注釈 82]とした年度とがある。
- 阪急電鉄・阪神電気鉄道・能勢電鉄 - 2007年の『Yes!プリキュア5』から2011年の『スイートプリキュア♪』まで、夏休み期間に本枠作品のキャラクターのスタンプラリーを阪急阪神ホールディングスおよび阪急阪神東宝グループに属する3社にて実施していた）。前述のスーパー・コンビニエンスストア系が同種企画を実施するようになった2012年以降は他社のキャラクター[注釈 83]とのタイアップに移行した。
- 東急電鉄→西武鉄道→東京メトロ - 夏休み期間などに本枠作品のキャラクターのスタンプラリーを実施していた。
- 山形県サンヨー薔薇チェーン - 山形県におけるサンヨー薔薇チェーン（後のスマイるNo.1ショップ、現・パナソニックショップ）の地域団体。山形テレビがフジテレビ系列時代に平日夕方の時間帯にて本枠の遅れネットをしていた頃、独自に筆頭または単独スポンサーとなっていた。
- 宮崎東芝会 - 宮崎県における東芝ストアーの地域団体。テレビ宮崎が平日夕方の時間帯にて本枠の遅れネットを行っていた頃、独自に筆頭または単独スポンサーとなっていた時期があった。

### 関連放送枠
- テレビ朝日系列土曜夜7時台枠のアニメ - かつて19時台前半に存在したアニメ枠。本枠の直接の前身に当たる。
- ANiMAZiNG!!! - 2020年10月より日曜未明〈土曜深夜〉に新設された、朝日放送テレビ発[注釈 84]の全国ネット深夜アニメ枠。2025年1月期には本枠で放送された『魔法つかいプリキュア!』の続編が同枠で放送。

### その他
- テレビ朝日系アニメ
- 在阪テレビジョン放送局#朝日放送テレビ制作
- 朝日放送テレビ番組一覧
- テレビ朝日番組一覧
  - ドラえもん (1979年のテレビアニメ) - 本枠が朝日放送（当時）の制作枠に移行する直前に放送されていた。当時は関東ローカルを基本とした帯番組（月 - 土曜18時50分からの10分枠）と全国ネットの本枠の2カ所で放送されていた（朝日放送では後者のみ放送）。